# Adeva!
Adeva! è il primo album della cantante statunitense Adeva, pubblicato il 28 agosto 1989.

## Descrizione
L'album è stato pubblicato dalla Capitol negli Stati Uniti e dalla Cooltempo/Chrysalis negli altri paesi, su LP, musicassetta e CD.
Il lavoro è stato prodotto dalla Smack Productions ad eccezione del brano Musical Freedom, che vede Paul Simpson in veste sia di produttore che di esecutore con Adeva e la partecipazione di Carmen Marie.
Tra il 1988 e il 1990 vengono pubblicati come singoli ben 7 dei brani contenuti nell'album.

## Tracce

### Lato A
1. Respect
2. Treat Me Right
3. I Thank You
4. So Right
5. In & Out of My Life

### Lato B
1. Warning!
2. I Don't Need You
3. Beautiful Love
4. Promises
5. Musical Freedom (con Paul Simpson e la partecipazione di Carmen Marie)

La versione CD contiene anche altre 3 tracce: si tratta di versioni remix dei brani I Thank You, Warning! e Respect.